# Krystjo Mirski
Krystjo Mirski (ur. 20 stycznia 1920 w Sofii, zm. 4 sierpnia 1978 tamże) – reżyser bułgarski.
W latach 1938–1943 studiował reżyserię i teatrologię w Paryżu, Wiedniu i Monachium. Współpracował z Teatrem Narodowym (1943–1978) i Teatrem Młodziezowym w Sofii (1957–1960). W latach 1943–1978 podjął pracę pedagogiczną w szkole teatralnej w Sofii.
W pracy reżyserskiej wykorzystywał doświadczenia Konstantina Stanisławskiego. Ważniejsze inscenizacje: Niemcy Leona Kruczkowskiego (1951), Rewizor Nikołaja Gogola (1954), Don Karlos (1955) i Maria Stuart (1970) Friedricha Schillera, Nora Henryka Ibsena (1956), Sen nocy letniej Williama Szekspira (1957), Wujaszek Wania Antona Czechowa (1959), Pod jarzmem Iwana Wazowa (1967), Las Aleksandra Ostrowskiego (1975).